# 二手玫瑰
二手玫瑰是由乐手梁龙于1999年在中国大陆建立的一只摇滚乐队。该乐队的音乐结合了东北二人转和现代摇滚乐，以独特雌雄难辨的嗓音，夸张的舞台造型和表演、朴实戏谑的唱词为特色。由于主唱梁龙男扮女装的造型，也有媒体称之为“中国最妖娆的摇滚乐队”。

## 乐队成员
二手玫瑰在发展过程中人员变动很大。目前（2022年），梁龙是乐队的主唱，他也是乐队的创建者；贝斯手为李自强；吉它手是姚澜；鼓手为孙权；吴泽琨负责民族乐器配乐的演奏，表演时使用唢吶和葫芦丝等。乐队以“二手玫瑰”的名义于1999年成立的时候，最初的成员为梁龙、温恒、马金兵、苏永生。
主唱梁龙1977年10月18日生于黑龙江齐齐哈尔富拉尔基区，上职高的时候了解到摇滚乐，学习演奏爵士鼓和吉他。1996年开始创作原创音乐，1999年创建了二手玫瑰乐队。
吉他手姚澜1980年5月30日生于北京，1995年进入北京工艺美术学校学习，一年后辍学。1998年加入紫环乐队，2003年开始接触二手玫瑰，并参与乐队的排练，同时参与了二手玫瑰在北京展览馆开办的“通天演唱会”。2005年正式加入二手玫瑰。
贝斯手李自强1978年3月26日生于北京房山区周口店镇，1997年至1999年就读于北京现代音乐研修学院，毕业后曾放弃音乐在建筑工地工作，直至2008年加入二手玫瑰。
民乐手吴泽琨1978年8月2日生于北京，为中国广播民族乐团中唢呐首席，是以长于各式管乐而闻名的吴氏家族的一员，父亲是“吴氏管乐”的传人，叔叔是著名民乐家吴彤，哥哥是痴人乐队的主唱吴泽琦。2008年吴泽琨参加北京奥运会开幕式的唢呐吹奏表演。

## 乐队历史
梁龙年轻时就很喜欢摇滚，但是因为出身于城市国企家庭，当时并不接纳二人转为代表的乡村文化，觉得这种东西很落后、很土，因为家乡发展不好反而更希望离开那里。当时他更喜欢大城市的流行文化，在接触到来自北京的摇滚乐队黑豹乐队之后心向往之。学吉他期间梁龙认识了孙保齐。为了成为一名摇滚乐手，梁龙放弃了国企工人子女的分配优势，去哈尔滨当保安积攒去学习音乐的学费。在哈尔滨他遇到了同好温恒、马春雨、马金兵，他又叫来了孙保齐，五人组建了“黑镜头乐队”。黑镜头乐队因为成员无法负担生活压力，不久就解散了，成员各自去讨生计。其后梁龙去北京继续寻找机会，但是作品没有受到唱片公司青睐，又写不出歌，家里父母下岗做生意又赔了，只好身无分文地回到哈尔滨。
在哈尔滨梁龙遇到了同样过得不好的温恒和马金兵，去哈尔滨郊区新华村里的苏永生家里借住。在乡下生活的熏染下，梁龙写出了融合了二人转风格的《采花》，加上后来的几首作品。之后他们为乐队重新起名为“二手玫瑰”。“二手”是自嘲以前乐队一直模仿其他乐队，“玫瑰”代表爱慕。1999年年底，二手玫瑰参加了哈尔滨第二届摇滚节。因为主办方给其他乐队发了25个肉包子，却没有给他们发，梁龙认为这是在侮辱他们，就打扮成了女性上台。尔后，其他乐队成员因为各自的原因都放弃了乐队，梁龙只得又自己一人去了北京。当时孙保齐去北京找他，孙又恰好喜欢唱二人转，让梁龙更加坚定了向曲中加入二人转元素的想法。
在北京参加了某个酒吧邀请乐队化妆出演的演出之后，梁龙确立了二人转配摇滚的曲风和妖艳的舞台风格。他们的名声也开始流传，人们称他们为“摸进京城的一只怪手”。2001年魔岩唱片的经纪人相中了二手玫瑰，乐队变得更加专业。不过，因为梁龙与经纪人理念不合以及公司在大陆撤资，最后并没有合作发行专辑。2002年黄燎原经人引荐，认识了梁龙，在其邀请下成了乐队的经纪人，帮助二手玫瑰出了专辑，为其举办了演唱会。同年乐队与北京的艺之栈公司签约。两年后与黄的合作终止，因为市场化不成功无法营利，乐队又散了。之后梁龙重新组建乐队，这次找了有经验的乐手。2006年乐队与大国文化签约，但是当时大国文化希望他们唱流行歌曲以完成市场化，虽然投资不少，但是还是不能实现市场化。2007年合作终止，乐队不排练也不演出。感觉自己这几年的努力没有回报，梁龙一度想放弃音乐。原吉他手姚澜鼓励他重组乐队，拉来了贝斯手李自强、鼓手孙权。2008年后，乐队生计因为大环境有所好转，不过做大仍需人帮助，黄燎原此时又与乐队合作。2013年在黄的建议下，二手玫瑰与摩登天空签约，还在北京工体举办了“摇滚冇用”演唱会。梁龙拒绝了《樂隊的夏天》等综艺节目的邀请。
2023年，参加《乐队的夏天》第三季。

## 专辑

### 录音室专辑
| 专辑名称         | 发行公司 | 发行时间   | 专辑曲目 |
| ---------------- | -------- | ---------- | --- |
| 二手玫瑰         | 太合乐人 | 2003-01-01 | 首张专辑 曲目 1. 伎俩 2. 火车快开（电影《Hello！树先生》主题曲） 3. 允许部分艺术家先富起来 4. 征婚启示 5. 招安 6. 采花 7. 因为所以 8. 嫂子颂 9. 公益歌曲 10. 好花红                                                  |
| 娱乐江湖         | 大国文化 | 2006-10-17 | 曲目 1. 狼心狗肺 2. 娱乐江湖 3. E时代桃源 4. 夜深了 5. 感觉错了 6. 起飞 7. 命运（电视剧《生存之民工》片头曲） 8. 跳大神 9. 可是我还是在歌唱 10. 春天的故事                                                           |
| 情儿             | 太合乐人 | 2009-05-24 | 曲目 1. 野史 2. 情儿 3. 青春啊青春 4. 青春啊青春（卡拉OK版） |
| 人人有颗主唱的心 | 糖衣文化 | 2010-07-01 | 翻唱专辑 曲目 1. 昨夜星辰（吉他手姚澜） 2. 迟到（民乐吴泽琨） 3. 站台（鼓手孙权） 4. 跟着感觉走（贝斯手李自强） 5. 小芳（主唱梁龙） 6. 潇洒走一回（乐队全体） 7. 恋曲1990（经纪人黄燎原）                            |
| 一枝独秀         | 摩登天空 | 2013-07-24 | 曲目 1. 坏东西（同期录音） 2. 仙儿 3. 舞曲 4. 串门（致2012） 5. 黄诗 6. 白花（致昂山素季） 7. 渣儿（仙落南城版） 8. 黏人 9. 正人君子 10. 你幸福吗 11. 小石头（致已故鼓手张越） 12. 小短歌（同期录音）                |
| 我要开花         | 太合乐人 | 2018-11-27 | 曲目 1. 我要开花（电影《泡芙小姐》推广曲） 2. 穷光蛋 3. 轻松加愉快（电影《轻松+愉快》主题曲） 4. 能行（独唱版） 5. 偶然 6. 轻飘飘 7. 匠 8. 纱界（《允许部分艺术家先富起来》新编版） 9. 请客（梁龙、姚澜） 10. 不回念 |
| 疯狂的外星人     | 太合乐人 | 2019-02-19 | 电影《疯狂的外星人》原创音乐专辑 曲目 1. 疯狂的外星人（独唱版） 2. 耍猴儿 3. 温柔的外星人 4. 你干嘛呢 5. Dream bigger 6. 载入史册 7. 查拉图斯特拉如是说（中国民乐版） 8. 耍猴儿（纯音乐版） 9. DNA Ball              |
| 环绕地球来抚摸你 |          | 2019-08-13 | 贝斯手李自强个人专辑 曲目 1. 寻觅过往 2. 你是病，我是药 3. 环绕地球来抚摸你 4. 二十一世纪漂流瓶 5. 生活是座整容所 6. 对思念的分泌 7. 浓浓.绵绵 8. 屎壳螂 9. 夜色多美妙                                               |
| 冰城之夏         |          | 2021-12-31 | 曲目 1. 老虎十九岁 2. 香蜜湖 3. 半夜机叫 4. 栅栏 5. 月牙五更狂想曲 6. 冰城之夏 7. 走过路过 8. 小红小绿 9. 白石洲梦                                                                                                   |

### 个人单曲
未收录于个人专辑中的录音室单曲
| 发行日期       | 歌曲名稱                   | 所属专辑、备注                                          |
| -------------- | -------------------------- | ------------------------------------------------------- |
| 2008年11月1日  | 《枉凝眉》                 | 二手玫瑰主唱梁龙发起活动，翻唱专辑《你在红楼·我在西游》 |
| 2008年11月1日  | 《何必西天万里遥》         | 二手玫瑰主唱梁龙发起活动，翻唱专辑《你在红楼·我在西游》 |
| 2010年6月1日   | 《三个和尚》               | 翻唱专辑《童一首歌》                                    |
| 2011年9月19日  | 《湖边》                   | 二手玫瑰、左小祖咒、唐宁，《你知道对方在哪一边》        |
| 2013年12月10日 | 《坎儿》                   | 二手玫瑰、谭维维，《新能量合辑Live》                    |
| 2015年3月23日  | 《怎么回事儿》             | 梁龙、爽子、程晨，单曲专辑《怎么回事儿》                |
| 2015年6月11日  | 《TA》                     | 二手玫瑰、脑浊乐队，专辑《再见乌托邦》                  |
| 2016年7月4日   | 《在那遥远的地方》         | 二手玫瑰、刘晓庆，电影《快手枪手快枪手》推广曲          |
| 2016年7月22日  | 《命运》（新编版）         | 电影《情况不妙》主题曲                                  |
| 2017年6月18日  | 《好爸爸坏爸爸》           | 二手玫瑰、大鹏，电影《父子雄兵》主题曲                  |
| 2017年7月24日  | 《能行》（合唱版）         | 二手玫瑰、大鹏、崔志佳、潘斌龙、乔杉                    |
| 2018年6月14日  | 《咱村也有文艺人》         | 二手玫瑰、潘斌龙，电影《猛虫过江》推广曲                |
| 2018年10月18日 | 《堕落天使》               | 二手玫瑰主唱梁龙发起活动，翻唱专辑《智敬·摇滚郑智化》   |
| 2019年1月21日  | 《疯狂的外星人》（合唱版） | 二手玫瑰、黄渤、沈腾，电影《疯狂的外星人》主题曲        |
| 2019年5月30日  | 《老幺的故事》             | 二手玫瑰主唱梁龙发起活动，翻唱专辑《智敬·摇滚郑智化》   |
| 2019年7月29日  | 《提笼遛鸟》               | 梁龙、孙越                                              |
| 2019年12月25日 | 《明明白白我的心》         | 特别企划《年华有你》翻唱曲目                            |
| 2020年5月20日  | 《老情儿》                 | 二手玫瑰、左小祖咒                                      |
| 2020年7月25日  | 《如你所愿》               |                                                         |
| 2022年3月11日  | 《上天堂》                 | 电影《人生大事》宣传曲                                  |

## 演唱会
| 名称                      | 日期           | 城市   | 场地                         |
| ------------------------- | -------------- | ------ | ---------------------------- |
| 摇滚无用 工体演唱会       | 2013年12月7日  | 北京   | 工人体育馆                   |
| 千年等一会儿 北京演唱会   | 2017年2月14日  | 北京   | 北展剧场                     |
| 成人之美 沈阳跨年演唱会   | 2017年12月31日 | 沈阳   | 沈阳大学体育馆               |
| 如你所愿 沈阳跨年演唱会   | 2018年12月31日 | 沈阳   | 沈阳大学体育馆               |
| 二手芳华 沈阳跨年演唱会   | 2019年12月31日 | 沈阳   | 沈阳大学体育馆               |
| 一两大梦 哈尔滨跨年演唱会 | 2020年12月31日 | 哈尔滨 | 哈尔滨国际会展体育中心体育馆 |
| 东北欢迎您 新春联欢会     | 2024年1月20日  | 哈尔滨 | 哈尔滨国际会展体育中心体育馆 |
| 东北欢迎您 新春联欢会     | 2024年1月21日  | 哈尔滨 | 哈尔滨国际会展体育中心体育馆 |